# Vue Entertainment
Vue Entertainment (VUE), ook bekend als Vue Cinemas en voorheen bekend als SBC International Cinemas, is een bioscoopketen in Groot-Brittannië en Ierland.
Vue Entertainment is een dochterbedrijf van Vue International. Het bedrijf ontstond in mei 2003 door de aankoop van Warner Village Cinemas door SBC.